# Xuemei Bai
Xuemei Bai (* 20. Jahrhundert) ist eine Wissenschaftlerin im Bereich der städtischen Nachhaltigkeitsforschung. Sie ist Professorin an der Australian National University.

## Leben
Bai schloss ihr Bachelorstudium an der Universität Peking und ihr Masterstudium an der Universität Tokyo ab. Sie promovierte ebendort.
Sie hat zu regionalen und internationalen wissenschaftlichen Initiativen beigetragen, darunter zum Millennium Ecosystem Assessment, IPCC und Future Earth, insbesondere zur Entwicklung des Urban-Knowledge Action Network.

## Wirken
Bais Arbeit befasst sich mit der Rolle von Städten bei der Verursachung und Lösung von Nachhaltigkeitsherausforderungen. Sie arbeitet dabei skalenübergreifend und befasst sich sowohl mit theoretischen als auch angewandten Herausforderungen mit Schwerpunkt auf der Stadtentwicklung in Ostasien. Ihre disziplinübergreifende Forschung konzentriert sich auf das Verständnis der Komplexität der sozialen, ökologischen und wirtschaftlichen Treiber und Auswirkungen der Urbanisierung sowie der Wissenschaft und Politik der städtischen Nachhaltigkeitstransformationen. Gemeinsam mit Kollegen führte sie das Konzept der städtischen Nachhaltigkeitsexperimente ein, worunter neuartige Praktiken mit spürbarem Potenzial zur Änderung des Istzustandes verstanden werden.
Der Großteil der Forschung von Bai hat politische Implikationen, angefangen bei der Identifizierung und Erprobung lokaler Lösungen bis hin zur Bewältigung allgemeiner nationaler und globaler politischer Herausforderungen. Unmittelbare Auswirkungen ihrer Forschung sind die Verbreitung der Solarenergienutzung in Rizhao sowie die Entwicklung nachhaltiger Urbanisierungsstrategien in der westlichen Region Chinas und die Regeneration von Wäldern mit einheimischen Baumarten an Bergbaustandorten in Japan.
Ihre zahlreichen Veröffentlichungen erschienen unter anderem in Science und Nature.
Bai ist seit 2017 Mitglied der Academy of the Social Sciences in Australia. Für ihr Wirken wurde sie 2018 mit dem Volvo Environment Prize ausgezeichnet. Für 2021 wurde ihr der Weltwirtschaftliche Preis zugesprochen.